# 포베온 X3

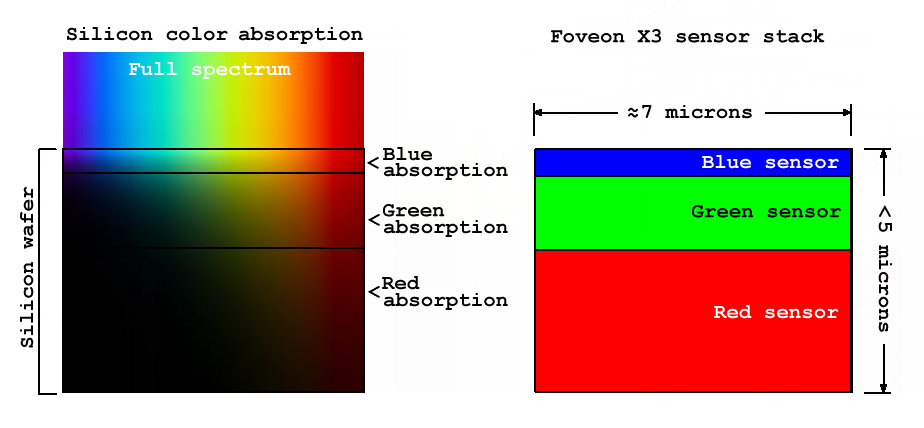
foveon X3 센서 개념도

포베온 X3(영어: Foveon X3)센서는 Foveon 사가 제작한 디지털 카메라의 CMOS 이미지 센서이다. Foveon X3 기술은 George Gilder가 2005년 자신의 저서 book the Silicon Eye에서 처음 제시했다.
현재 National Semiconductor와 동부 일렉트로닉스가 파운더리 생산한다. 일반적인 이미지 센서는 판넬에 실리콘을 부착하는 2차원적 센서이지만, 이 센서는 각기 다른 포토바이오드 층 3개를 수직 배열하고, 두개의 유기적 층 그리드를 이뤄놓은 방식으로 구축하는 방식으로 이미지를 구현한다. 각 층은 다른 빨간색, 녹색, 파란색의 각기 다른 시그널 데이터만을 처리하며, 중앙 처리장치에서 이를 하나로 합쳐 이미지를 만들어낸다.

## 같이 보기
- 베이어 필터